# Carga inmediata (implante)
La carga inmediata en implantología se define como la colocación de la prótesis en el mismo momento del implante o bien dentro de las 72 horas posterior a la colocación de los mismos, este tipo de carga debe ser en oclusión central. si no estuviera en oclusión se denomina provisionalización inmediata ya que estas no recibirán fuerzas oclusales del antagonista. La carga temprana es la que se realiza anteriormente a los tres meses de la colocación de los implantes en la mandíbula y seis meses en el maxilar superior, periodo a partir del cual se considera la carga diferida tradicional.

## Consideraciones generales
Los implantes dentales son unas fijaciones de diferentes materiales que se colocan en el hueso maxilar, con el fin de sustituir las raíces de las piezas dentales perdidas, lo cual permite reemplazar la pieza natural por una pieza artificial de mejor funcionalidad e igual o mejor estética. Por tanto, el implante dental es una base artificial que reemplaza la raíz del diente natural. El cuerpo o raíz del implante se introduce quirúrgicamente en la mandíbula o en el maxilar mediante un sencillo procedimiento. Al cabo de unas 6 semanas el implante cicatriza y se suelda al hueso. Tras este tiempo de espera se coloca la corona sobre el implante ya fijado.
La evolución que ha sufrido el tratamiento de la superficie de los implantes y la demanda creciente de los pacientes por obtener la restauración lo antes posible, han llevado a acortar los tiempos anteriormente expuestos de osteointegración. Evidentemente estos implantes no están osteointegrados según el concepto tradicional, pero si reúnen una serie de condiciones que posibilitan que el porcentaje de éxito sea muy elevado, en parte gracias al aforismo «la función hace al órgano» de Lamarck; la propia presión derivada de la masticación acelera el proceso de osteointegración.
El concepto de carga inmediata fue llevado a la práctica de un modo empírico por el Dr. Leonard Linkow en la década de los 70 del pasado siglo XX . Muy posteriormente Branemark retomó la idea y la aplicó mediante su sistema Novum. Este sistema se basa en la ferulización de los implantes colocados mediante una plataforma de titanio, de manera que se repartan las cargas masticatorias. Este procedimiento válido exclusivamente a nivel mandibular. Se basa en el concepto de la repartición de las cargas masticatorias sobre estos implantes que han adquirido una estabilidad primaria ideal. Los factores que permiten indicar esta carga inmediata, no basándose exclusivamente en el sistema Novum de Branemark sino incluso en restauraciones unitarias, comprenden una serie de condiciones tanto del paciente, como de la técnica quirúrgica empleada en la colocación del implante.

## Estabilidad primaria del implante, cargas adecuadas y superficies
Tanto la calidad como la cantidad de hueso, así como la técnica atraumática de preparación de los lechos implantarios, influirán positivamente en la estabilidad del implante. Éste debe ser insertado con un toque entre 35 y 50 Ncm.
El plan de tratamiento debe contemplar y reducir potenciales factores de carga negativos como cantilevers (límites de la prótesis que exceden la superficie de fijación del implante), contactos oclusales, laterales, maloclusiones o hábitos parafuncionales como el bruxismo. En algunas situaciones el contacto oclusal debe reducirse u obviarse durante dos o tres meses. Es preferible una disposición espacial tripoidea que permita ferulizar los implantes y repartir así las cargas masticatorias. La orientación del eje de los implantes respecto a las superficies masticatorias de las piezas de la arcada opuesta es extremadamente importante a la hora de transmitir las fuerzas de carga a estas superficies. 
Muchos de los tratamientos de superficie de implantes, como la capa de recubrimiento mediante óxido de titanio o TiUnite, y otras con gran capacidad osteoconductiva, promueven la estabilidad del implante durante su curación. Si las condiciones óseas y de los tejidos blandos adyacentes son favorables los resultados estéticos no deben variar respecto al procedimiento diferido. Sin embargo, se recomienda colocar el pilar estético en el momento de la cirugía para optimizar resultados.

## Técnicas avanzadas: TTFA
Además existen técnicas de implantología inmediata como la llamada TTFA (o TeethToday Full Arch). Es un tratamiento exclusivo y que ha sido desarrollado conjuntamente por cirujanos y dentistas. Hasta el momento sólo se implanta en algunas clínicas dentales avanzadas. 
La TTFA es la forma de recuperar la funcionalidad y estética de todo en un arco dental en una sola sesión. El arco dental o dentario es el órgano en forma de arco y situado en el borde del maxilar, compuesto por las piezas dentales. Cuando faltan todas o casi todas las piezas dentales, es posible proceder con esta técnica. Una intervención de TTFA consta de cuatro fases y el procedimiento dura alrededor de cuatro horas, aunque para el paciente la sensación será la de que han transcurrido unos treinta minutos debido al efecto de la sedación. 
El primer paso del procedimiento será la sedación del paciente por parte de un experto anestesista. Este especialista se encargará de administrar sedación dental consciente para que el paciente quede en un estado de profunda relajación similar al sueño y exento de dolor. Inmediatamente después se procede con la intervención quirúrgica, que se inicia extrayendo las piezas dentales no funcionales que pudieran quedarle al paciente. Libre de dientes el arco dental, el cirujano procede a poner entre cuatro y seis implantes dentales por arco, que servirán de sujeción a la prótesis dental. Se trata de insertar quirúrgicamente los anclajes. Una vez fijado el soporte, el cirujano puede proceder a fijar la prótesis sobre los implantes de carga inmediata. 
Siempre se tratará de prótesis hechas a medida y ajustadas para que encajen en la cavidad bucal y necesidades (funcionales y estéticas) del paciente. De este modo antes de proceder con la intervención, los protésicos y especialistas habrán hecho un estudio y moldes de la boca de cada paciente para poder hacer su prótesis perfectamente adaptada. 
Una vez la prótesis se fija a los implantes dentales en la intervención, el paciente ya puede salir ese mismo día con una boca perfectamente funcional y estética. La fijación es inmejorable, a menudo siendo más fuerte que la propia sujeción de la dentadura natural. Con un mantenimiento anual por parte del dentista —limpieza de implantes, encías y prótesis— se asegura una larga durabilidad de la TTFA.

## Criterios de inclusión o exclusión en el proceso de carga inmediata
Los criterios de inclusión y exclusión de los pacientes para la carga inmediata de los implantes son los siguientes:
- El paciente ha de estar saludable, ha de mantener una actitud de colaboración con el profesional y ha de mantener una buena higiene oral.
- Debe haber un correcto estado gingival, periodontal y periapical de los dientes adyacentes.
- Normoclusión.
- Ausencia de patología apical en la zona del lecho del implante.
- Ha de existir un espacio intermaxilar suficiente para colocar el implante, el pilar y la restauración.
- El hueso de volumen y la densidad han de ser los adecuados.
- Ausencia de hábitos parafuncionales como el bruxismo.

En cualquiera de estos casos el profesional debe ser el que decida, en última instancia, según las circunstancias quirúrgicas, la posibilidad de carga inmediata o si es conveniente, retrasarla.